# Laurent Bardainne
Pour les articles homonymes, voir Bardainne.
Laurent Bardainne (né en 1975 à Fougères) est un saxophoniste, claviériste et compositeur français. Fondateur du Crépuscule des dinosaures, il est le cofondateur de Limousine avec Maxime Delpierre, de Rigolus avec Thomas de Pourquery et le co-leader de Poni Hoax avec Nicolas Ker. En 2017, il crée le duo LOST avec Camélia Jordana.
Troisième prix de groupe au concours de la Défense pour son duo free jazz avec le batteur Philippe Gleizes, il est également membre du groupe Supersonic fondé par Thomas de Pourquery, dont l'album Play Sun Ra remporte le titre d'album de l'année aux Victoires du jazz 2014.
En 2018, Laurent Bardainne fonde le quartet Tigre d'Eau Douce. Un premier single intitulé Marvin sort en août 2019. Un EP doit sortir octobre 2019. Le premier album est prévu en 2020 sous le label Heavenly Sweetness.

## Discographie[6]

### En tant que leader ou co-leader

#### Le Crépuscule des dinosaures
- 2002 - Le Crépuscule des dinosaures

#### Laurent Bardainne etPhilippe Gleizes
- 2003 - Bardainne-Gleizes (Chief Inspector)

#### Rigolus
- 2007 - Rigolus (Chief Inspector)

#### Poni Hoax
- 2006 - Poni Hoax (Tigersushi)
- 2008 - Images of Sigrid (Tigersushi)
- 2013 - A State of War (Pan European Recording)
- 2017 - Tropical Suite (Pan European Recording)

#### Limousine
- 2005 - Limousine (Chief inspector)
- 2011 - II (Ekler'O'ShocK)
- 2014 - Siam Roads (Ekler'O'ShocK)
- 2019 - L'Été suivant... (Ekler'O'ShocK)

#### Lost (avecCamélia Jordana)
- 2017 - Lost (Arista France)

##### Tigre d'Eau Douce
- 2019 - Marvin (Heavenly Sweetness)
- 2020 - Love Is Everywhere (Heavenly Sweetness) - 12 Titres - 53m 58s
- 2022 - Hymne au soleil
- 2024 - Eden Beach Club

### En tant que sideman
- 1997 - Otonamopée (Saravah), Mami Chan
- 2004 - Doux Tam-Tam (East West France), Dave
- 2008 - Château Rouge (Barclay), Abd Al Malik
- 2008 - Soft Power (Mercury), Gonzales
- 2011 - The Game (EMI), Das Pop
- 2011 - Bichon (Columbia), Julien Doré
- 2012 - World, You Need a Change of Mind (Female Energy, Polydor), Kindness
- 2014 - Film Of Life (Jazz Village), Tony Allen
- 2014 - Play Sun Ra (Quark Records), Supersonic et Thomas de Pourquery
- 2014 - Era of the Queen, Twin Twisters
- 2016 - Ibifornia (Because Music, Ed Banger Records), Cassius
- 2016 - Soft Machines (Green United Music), Rocky*
- 2017 - Sons of Love (Label Bleu), Supersonic et Thomas de Pourquery
- 2023 - Insondable, Laura Clauzel[7]